# Gioco sleale
Gioco sleale (Foul Play) è un film di Colin Higgins del 1978. 

## Accoglienza

### Critica
Sull'aggregatore Rotten Tomatoes il film riceve il 74% delle recensioni professionali positive con un voto medio di 6,4 su 10 basato su 27 critiche. Su Metacritic ha un punteggio di 45 su 100 basato su 7 critiche.

## Riconoscimenti
- 1979 - Premio Oscar
  - Candidatura per la migliore canzone (Ready to Take a Chance Again) a Charles Fox e Norman Gimbel

- 1979 - Golden Globe
  - Candidatura per il miglior film commedia o musicale
  - Candidatura per il miglior attore in un film commedia o musicale a Chevy Chase
  - Candidatura per la migliore attrice in un film commedia o musicale a Goldie Hawn
  - Candidatura per il miglior attore non protagonista a Dudley Moore
  - Candidatura per la migliore sceneggiatura a Colin Higgins
  - Candidatura per il miglior attore debuttante a Chevy Chase
  - Candidatura per la migliore canzone originale a (Ready to Take a Chance Again) a Charles Fox e Norman Gimbel

## Serie televisiva
Il film generò una serie televisiva, Doppio gioco a San Francisco, trasmessa sulla ABC nel 1981, che venne cancellata dopo soli sei episodi.